# عبده الخلطی
عبده الخلطی (انگلیسی: Abdou El-Kholti؛ زادهٔ ۱۷ اکتبر ۱۹۸۰) بازیکن فوتبال اهل فرانسه است.
از باشگاه‌هایی که در آن بازی کرده‌است می‌توان به باشگاه فوتبال هیز و یدینگ یونایتد، باشگاه فوتبال الرجا، باشگاه فوتبال ووکینگ، باشگاه فوتبال یئوویل تاون، باشگاه فوتبال گرایس اتلتیک، باشگاه فوتبال ویموث، و باشگاه فوتبال کمبریج یونایتد اشاره کرد.